# TO-23 (Spanje)

De TO-23

De TO-23 of Acceso este de Toledo is een geplande autovía in Castilië-La Mancha. De snelweg van 1,8 kilometer moet de oostelijke toegang gaan vormen tot Toledo en zal aansluiten op de CM-40, CM-42 en A-40.